# Surbach
De Surbach (Luxemburgs: Surbich) is een beek in België. De beek ontstaat ten noorden van het dorp Livarchamps in de gemeente Bastenaken, stroomt in richting van Tintange in de gemeente Fauvillers, buigt af naar het oosten. Vervolgens stroomt de beek tussen Tintange en het Luxemburgse Surré enige tijd net ten zuiden van grens en mondt ten westen van Boulaide uit in de Syrbach, die ruim een kilometer naar het zuiden uitmondt in de Sûre.